# Татська мова
Та́тська мо́ва — група діалектів татів, гірських євреїв і вірмено-татів. Належать до південно-західної підгрупи іранських мов. Розповсюджена в Азербайджані та Росії (Південний Дагестан). Число мовців у Росії близько 3 тис. людей (2002 р., перепис). Число мовців у Азербайджані точно не відомо.
Варіанти назв — «зуһун таті», «парсі», «фарсі» чи за назвою місцевості, напр. «лахиджи» від назви с. Лахидж. В Азербайджані розповсюджена в Апшеронському, Кубинському, Дивичинському, Хизинському, Сіазанському, Ісмаіллінському та Шамахинському районах; у Росії — в Південному Дагестані.

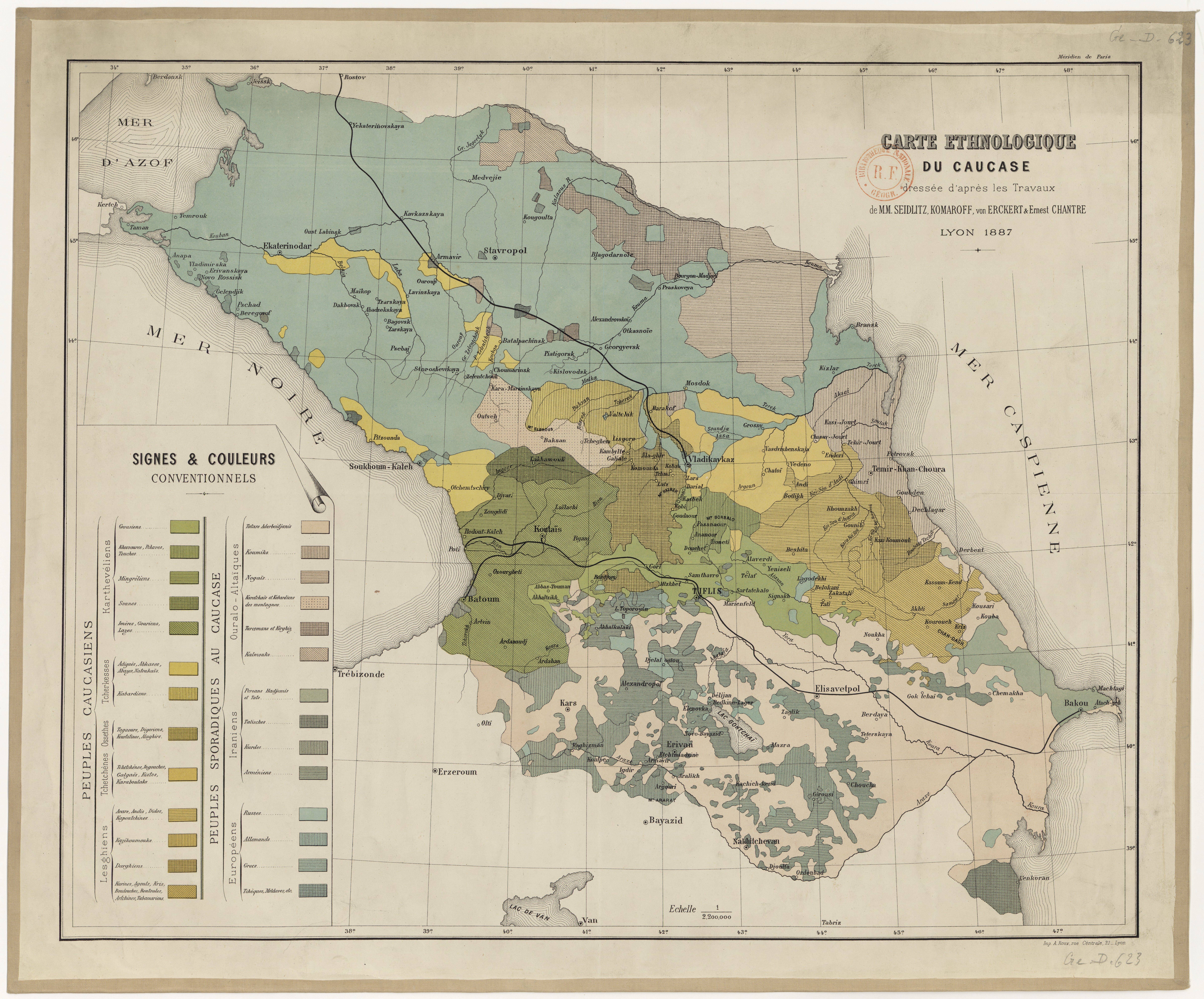
Розповсюдження татської мови у 1887 році

Деякі вчені вважають татську мову діалектом перської мови (лахджа-йе таті). Від сучасної перської вона відрізняється наявністю ротацизму (відповідністю у відомих положеннях звука «r» перському «d»), звичайною відсутністю ізафету, збереженням низки питомих середньоперських архаїзмів, збереженням іранського v- у початковій позиції. У граматиці — препозитивною якісною означальною конструкцією, відсутністю займенникових енклітик, наявністю низки вторинних особових і невідмінюваних форм дієслова, аналітичних за походженням. Має структурний і лексичний вплив азербайджанської мови. У своїй лексиці татська мова також вельми близька до перської, з відповідним урахуванням фонетичних змін. Із двох типів означальної конструкції, відомих іранським мовам, у татській мові розповсюдженіший тип із препозицією означення, що структурно збігається з аналогічною конструкцією в талиській мові.
Історично татська мова виходить до середньоперських говірок переселенців у Закавказзі, що відчули надалі могутній вплив із боку класичного фарсі.
Вивчення персомовних творів середньовічних авторів Закавказзя (Хагані) виявляє в них наявність низки особливостей, властивих татській мові. Це говорить про те, що прототип нинішньої татської мови почав складатися в Закавказзі у XI-XII ст.
Наразі татська мова вельми подрібнена щодо говірок. Кожні два-три поселення мають свою говірку, відмінність якої від сусідніх добре усвідомлюється мовцями. Для визначення меж між групами говірок істотне значення має значна різниця між шиїтськими та суннітськими говірками. Значний пласт запозичень становлять тюркизми й арабізми. Російські запозичення у великій кількості надходять у післяреволюційний час. Запозичення з міських мов не ідентифіковані.
Мова поки ще недостатньо вивчена. В Азербайджанській Республіці офіційного статусу не має та не викладається. Писемність на основі азербайджанської латиниці. Як літературну мову таті використовують азербайджанську мову. Також висуваються пропозиції використовувати як літературну мову татів перську мову, яка була такою аж до кінця XIX ст.[джерело?]